# ヴラド2世
ヴラド2世またはヴラド竜公（ヴラド・ドラクル、Vlad II Dracul, ? - 1447年12月）は、ワラキアのヴォイヴォダ（公）である。1436年から1442年にかけて、また1443年から1447年にかけて公位にあった。彼はミルチャ1世（老公）の子であり、ドラクレシュティ家の祖である。
ヴラド2世はカトリック教会からの政治的な支持を獲得し、またオスマン帝国からワラキアを防衛するための助力とするための計画の一部として、1408年にハンガリー王（のちに神聖ローマ皇帝を兼ねた）ジギスムントによって設立されたドラゴン騎士団に、1431年に叙任された。この騎士団に由来して、後に竜公、または悪魔公（ドラクルDracul）の異名を受けた。

## 生涯
1431年、ヴラド2世の異母兄アレクサンドル1世アルデアは、ダネシュティ家のダン2世からワラキア公位を奪い取った。1436年にヴラド2世はトランシルヴァニアから帰還し、アレクサンドル1世を追放して自身が公位に就いた。
ヴラド2世はトランシルヴァニア侯フニャディ・ヤーノシュに対抗するための支持を得るためオスマン帝国の宮廷へ行ったため、ミルチャ2世が1442年に公位を継承した。
1442年のスンティンブルの戦いの後、フニャディは強引にワラキアへ侵入し、ヴラド2世に服従を迫った。1443年にミルチャ2世はフニャディに導かれて侵入した軍隊によって地位から追い落とされ、逃走を強いられた。フニャディはダン2世の息子バサラブ2世をその位に据えた。しかし、バサラブ2世はわずかな時間しか地位を維持することができず、1年のうちにオスマン帝国軍の支援を受けたヴラド2世に奪われてしまう。ヴラド2世はワラキアの少年たちをオスマン帝国の軍隊への奉仕の中で鍛錬させることと、毎年年貢を納めるという内容でオスマン帝国との間に和議を結んだ。彼はまたヴラドとラドゥの2人の息子を人質としてオスマン帝国に残した。ミルチャ2世は父であるヴラド2世を補佐したが、ヴラド2世のオスマン帝国への政策は支持しなかった。ミルチャは父の知識を活用してオスマン帝国の軍事行動を成功に導いたが、ヴラド2世からは支持も反対もなかった。有能な指揮官としてミルチャは1445年にジュルジュ要塞を奪還した。しかしヴラド2世は、その地位の維持と人質になっている2人の息子の安全を守るため、要塞の支配権をオスマン帝国に渡す別の条約を結んだ。
1443年、ハンガリーの新王ウラースロー1世（ポーランド王ヴワディスワフ3世ヴァルネンチク）はフニャディ指揮のもと、トルコ人のヨーロッパからの駆逐をもくろんでヴァルナ十字軍を起こした。フニャディはヴラド2世にドラゴン騎士団の一員として、またハンガリー王家臣の一員としての義務を果たすことを要求し、軍への参加を命じたが、ヴラド2世は拒否した。
教皇エウゲニウス4世はヴラド2世の義務を免除したが、かわりに息子ミルチャ2世を送ることを要求した。ヴァルナの戦いでキリスト教軍は壊滅した。フニャディはその場所から脱出し、ミルチャ2世やヴラド2世を含む多数の人から敗走を非難された。フニャディは軍法会議で死刑を宣告されたが、これまでの多大な功績に免じて赦免される。しかし、この件でフニャディはヴラド2世とミルチャを激しく恨むようになった。
1447年12月、ハンガリーの摂政となったフニャディはヴラド2世に対して軍を起こした。敗北したヴラド2世は、バルテニ近くの沼地で自国の有力者によって殺害された。彼の長男であり後継者のミルチャは目を潰された上で、トゥルゴヴィシュテに生き埋めにされた。

## 家族
ヴラド2世の最初の妻については特定されていない。後妻であるモルダヴィア公女ヴァシリッサはアレクサンドル善良公の長女であり、シュテファン3世の父方のおばにあたる。
ヴラド2世の嫡出の子のうち、長子はミルチャ2世である。その母親については特定されていない。ヴラド4世僧公は、彼とその愛人の一人でカルトゥーナと呼ばれるワラキアの貴婦人との子である。ヴラド3世（串刺し公・ドラクリヤ）とラドゥ3世（美男公）はモルダヴィアのヴァシリッサとの間の子である。以上の四人の息子は長短はあるものの皆、後にワラキアの公位に就いた。彼は多くの愛人を持ち、ミルチャ（長子ミルチャとは別人。父ミルチャ1世老公の威名から、「ミルチャ」は一族内で数多い名前だった）と名づけられたもう一人の子を含む幾人かの非嫡出子の父となった。